# 二段体
二段体又名「二部曲式」，是乐曲形式之一。採用二段體寫作的作品，通常會由结构相当、同等重要的两个乐段所组成。此二段各自予以反覆，亦是相當常見的做法。二段體手法的使用以巴洛克時期的器樂作品，尤其舞曲最為常見，但最早的應用其實更早於巴洛克時期。隨著作曲理論的發展，二段體作品可以作为独立的乐曲，在第一段以前也能加上序曲，在第二段以后加上结尾。也可以作为大型乐曲的基础结构。

## 發展
中世紀時期的巴爾形式，是迄今所知最早的二段體應用之一，其中通常只有A段會反覆。隨著器樂音樂發展愈發蓬勃，作曲家們創作的句法也愈來愈講究對稱性及舞蹈性（當時的世俗器樂作品以舞蹈伴奏音樂居多），可說廣泛地推動了二段體的使用。1520年，威尼斯地區的一首鍵盤作品（名為De che le morta la mia signora）便有著現代曲式學的二段體特徵。到了文藝復興時期，有部分類型的舞曲作品採用三段式的寫作，不過在17世紀末，二段體已經佔有作曲的主流地位。
18世紀早期，重視和聲回歸的段落式二段體（sectional binary form，詳次節）在世俗與宗教音樂的領域皆有所應用；檢視當時的一些作品，可以發現A段與B段相互之間的和聲關聯仍不明顯。例如韓德爾《赫丘力士》（Hercules）當中的喪父詠嘆調，以c小調銜接到E♭大調的安排原本甚好，韓德爾卻在次段安排了e♭小調進入；其劇情上意味著Iole此時的心境已被恨意蒙蔽，但在和聲手法上是前所未見的。到了巴赫、韓德爾等人為代表人物的巴洛克時期，A段和聲不加以回歸（而是持續發展）已然是常態，後世將此一不同的和聲手法以連續式二段體（continuous binary form，詳次節）稱之。
A段與B段除了在和聲關係上愈來愈緊密之外，另有一個手法也在此時被發展出來，即在B段的結尾處（抑或起始處）「引用」來自A段的元素：可能只是取其節奏，但也可能是完全一樣的移植；在聽眾的聽覺感受上，此舉使得他們較容易區分B段的來臨。這樣的引用手法被稱為平衡式二段體（balanced binary form）。如是的手法以多梅尼科·斯卡拉蒂的鍵盤奏鳴曲作品最為多見，且其筆下的B段經常是起始、結尾皆模仿（甚或直接引用了）A段的元素。
此外，發展至此的另一類二段體手法，則是在B段結束後，再一次引入A段。不過須注意的是，此時的A段通常只短暫出現（經常是前半句），隨後便以終止式結束樂曲。此類「再現」的手法被稱為迴旋式二段體（rounded binary form），不察者經常將此一手法與三段體（ternary form）混淆。迴旋式二段體的發展，使得作曲家在素材的發展上漸形「吝嗇」，他們傾向於在B段當中使樂念多次反覆，製造與A段不同的感受，也使得B段的演奏長度漸漸超越A段。以巴赫的d小調《法國組曲》（作品BWV 812）當中的薩拉邦德為例，其A段是八個小節長，B段則是恰好十六個小節長。
必須注意的是，以上所述的類型發展並非線性關係，彼此之間並沒有先後順序可言。將之以文字方式表述，實難概括當代巴洛克作品中多種手法混用的情形，意即此一分類乃是出自後人之便，並非全然是作曲者本意。

## 定義
區分二段體的段落必須從和聲著手，一般說來，自A段出發的主調和聲將經過一番變動，不論期間此調性有沒有回歸，又或者停留在其他調（例如屬調），最終在作品的末尾處仍會回歸到主調。若檢視A段的末尾是不是有回歸主調，便可以區分出兩個次分類：開放的連續式二段體，以及閉鎖的段落式二段體。前者的A段將不會回歸主調，便直接進入B段，後者則是A段先行解決和聲，回歸主調，才進入B段。又，在連續式二段體下，若A段是以大調展開，則其調性變化通常會導向屬調；小調展開的狀況則不同，通常會導向III級調（即關係大調），但也有少數為屬調的例子。

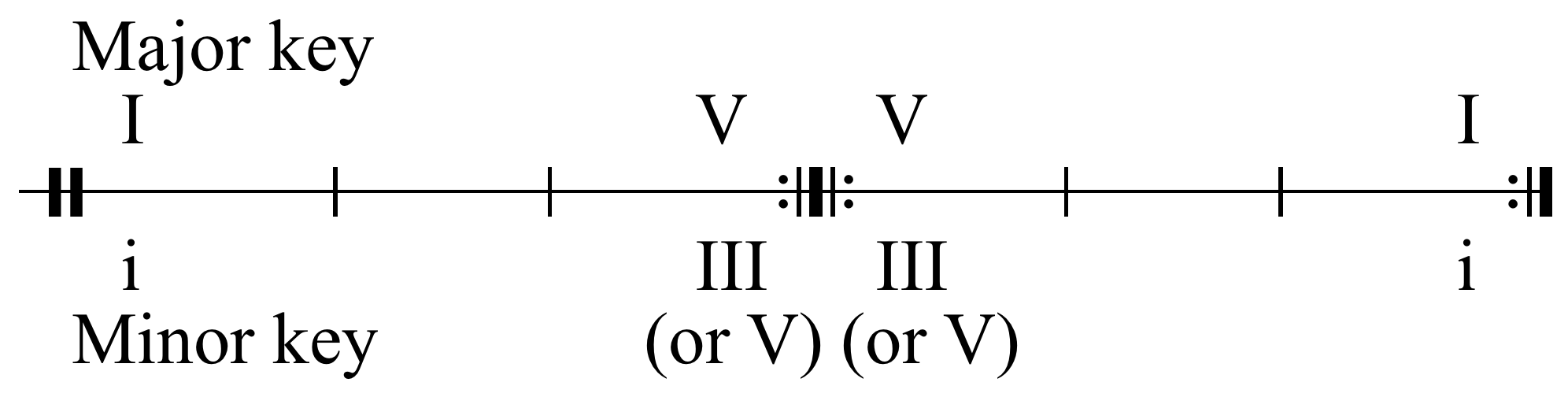
此處顯示的是連續式二段體，可以看到A段結束處並未回歸主調。此外，根據定義，所謂的「段落」必須至少有三個樂句長。

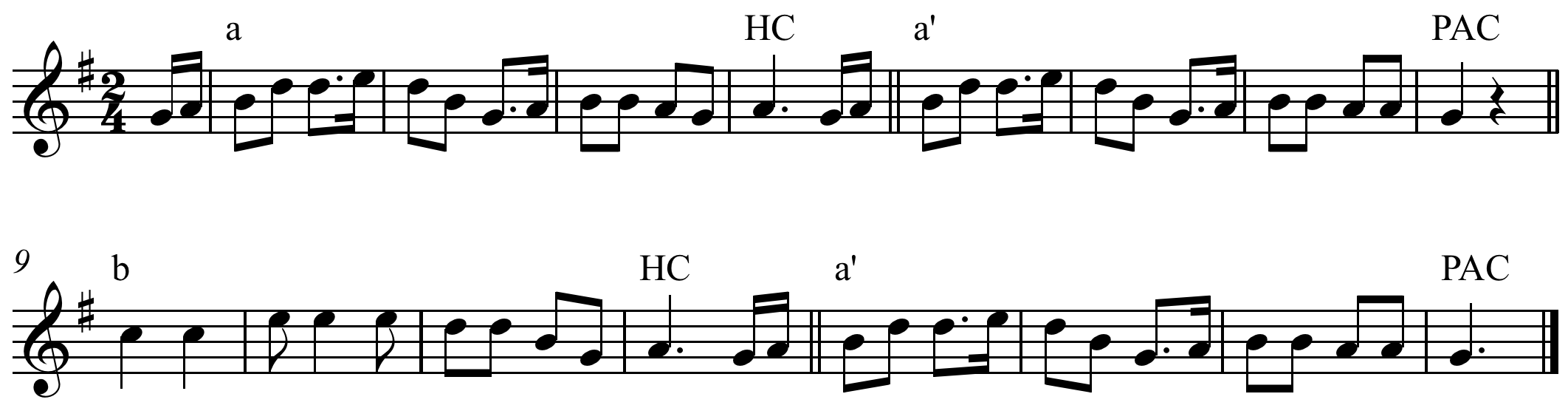
呈現迴旋式二段體體裁的《噢！蘇珊娜！》，可以清楚看到A段的回歸（i.e. m.13）。

關於迴旋式二段體的定義，承上所言，須檢視B段之後、樂曲（樂章）結束之前，是否還有A段的回歸（參譜例）。若無，則稱之為簡易式二段體（simple binary form）。
平衡式二段體方面，則以B段與A段之間的關聯性判斷，經常在B段的末尾處引用部分的（有時可多達一整個樂句）A段元素，這樣的「A段與B段以相似的方式結束」的手法，易予人滿足感及歸屬感。最後，另一較為少見的定義則是對稱式（symmetrical）二段體，意指A段、B段的長度完全相同者，不過這樣的規則隨著作曲技法的發展已較為少見。與之相對者，則稱之為不對稱（asymmetrical）二段體。
若以表格表示：
```
* 簡易、段落式：A(和聲解決) B
* 迴旋、段落式：A(和聲解決) B A'
* 簡易、連續式：A(和聲未解決) B
* 迴旋、連續式：A(和聲未解決) B A'
* 平衡、連續式：A(和聲未解決) B(終句取材自A)
```

### 複雜狀況
二段体還可另分为两种：复二部曲式和单二部曲式；单二部曲式又有主题再现式和不是主题再现两类。复二部曲式则是由两个单二部曲式组成的，或由一个单二部曲式与一个单三部曲式，甚至是其他结构的乐段组成的乐曲。須注意的是，在19世紀的蕭邦筆下，其夜曲（nocturne）作品自大的架構來看，幾乎都是三段體體裁，然而若對其中的A-B-A三段各自分析，又皆呈現二段體的架構，分析者必須格外小心應對。